# Frogger
Фрогер је аркадна акциона игра из 1981. коју је развио Конами, а објавила Сега. У Северној Америци, дистрибутер је био Sega/Gremlin. Циљ игре је да се пет жаба усмери до њихових домова тако што ће избећи саобраћај на прометном путу, а затим прећи реку скачући по плутајућим балванима, корњачама и алигаторима.
Фрогер је позитивно примљен и сматра се једном од најбољих видео-игара икада направљених. Уследили су бројни клонови и неколико наставака само за кућне системе у оквиру серијала Фрогер. Верзија за Атари 2600 из 1982. коју је објавио Паркер брадерс продата је у 4 милиона примерака, што је чини једном од најпродаванијих игара за Атари 2600. До 2005. године, продато је 20 милиона примерака различитих верзија за кућне системе широм света.

## Начин игре
Циљ игре је да се жаба одведе до сваке од празних „кућица” на врху екрана. Игра почиње са три, пет или седам жаба, у зависности од подешавања машине. Губитак свих жаба значи крај игре. Играч користи џојстик са четири смера да би жаба скочила једном. Фрогер се може играти као игра за једног играча или два играча који се смењују.
Жаба почиње на дну екрана, где се налази хоризонтални пут са брзим возилима као што су тркачки аутомобили, багији, камиони и булдожери. Играч мора да води жабу између супротних саобраћајних трака како би избегао да буде прегажен и изгуби живот. Након преласка пута, разделно острво одваја два главна дела екрана. Горња половина се састоји од реке са балванима, алигаторима и корњачама, који се сви крећу хоризонтално преко екрана у супротним смеровима. Скакањем на брзо покретне балване и леђа алигатора и корњача, играч може одвести жабу на сигурно. Играч мора избегавати змије, видре и отворена уста алигатора. Понекад се на балвану налази јарко обојена женка жабе, која се може понети за бонус поене. На самом врху екрана налази се пет „жабљих кућица”, а барем једна је увек отворена и доступна. Ове кућице понекад садрже бонус инсекте или смртоносне алигаторе.
Када свих пет жаба стигне у своје кућице, игра прелази на следећи ниво са повећаном тежином. Након пет нивоа, тежина се накратко смањује, а затим поново прогресивно расте након сваког нивоа. Тајмер даје 30 секунди да се свака жаба доведе до једне од кућица, а враћа се на 60 откуцаја сваки пут када се изгуби живот или жаба безбедно стигне кући.
Године 1982. часопис Софтлајн је навео да је „Фрогер заслужио злослутну дистинкцију да буде 'аркадна игра са највише начина да се умре'.” Постоји много различитих начина да се изгуби живот (илустровано симболом лобање и укрштених костију на месту где је жаба била), укључујући: прегаженост возилом; скакање у реку; сударање са змијама, видрима или чељустима алигатора; потапање док се налази на корњачи која рони; вожња на балвану, алигатору или корњачи ван екрана; скакање у кућицу коју већ заузима жаба или алигатор; скакање у страну кућице или жбун; или истицање времена.
Уводна мелодија је прва строфа јапанске дечје песме „Ину но Омаварисан” („Пас полицајац”). Остале јапанске мелодије укључују теме из аниме серија Хана но Ко Лунлун и Раскал, мали ракун. Америчко издање има исту уводну песму плус „Јенки Дудл”.

### Бодовање
Кораци напред доносе десет поена, а свака жаба која безбедно стигне кући доноси 50 поена. Додељује се десет поена за сваку неискоришћену половину секунде. Вођење женке жабе кући или једење муве доноси по 200 поена, а када свих пет жаба стигне кући да заврши ниво, играч зарађује 1.000 поена. Једна бонус жаба се добија на 20.000 поена, док је 99.990 поена максималан резултат који се може постићи на оригиналном аркадном кабинету. Играчи могу премашити овај резултат, али се игра „преврће” и приказује само последњих пет цифара.

## Издање
Игру је развио Конами. Дана 22. јула 1981. године, Сега је стекла ексклузивна права за производњу игре широм света.

### Северна Америка
Компанија Sega/Gremlin била је скептична у погледу потенцијала зараде Фрогера у Северној Америци. То је било зато што ниједна друга компанија није лиценцирала игру. Такође, ранија игра под називом Frogs која је тамо развијена доживела је неуспех. Веровало се да ће Eliminator бити следећи велики хит компаније. Елизабет Фолконер, истраживачица тржишта у компанији Sega/Gremlin, добила је задатак од оснивача Гремина, Френка Фоглмана, да провери Греминову библиотеку видео презентација како би видела да ли постоји нешто вредно лиценцирања, и тако је наишла на Фрогера.
Сматрајући да игра заслужује шансу иако је „слатка”, затражила је лиценцни прозор за тестирање игре. Убедила је руководиоце који су омаловажавали Фрогера као „игру за жене и децу” подсећајући их на Пекмена. Sega/Gremlin је пристао да плати Конамију 3.500 долара дневно за 60-дневни лиценцни прозор. Прототип је тестиран у једном бару у Сан Дијегу и био је толико успешан да су дистрибутери пристали да препродају игру само на основу тог теста.
Желећи да прошири демографију играча, Џек Гордон, директор продаје видео-игара у компанији Sega/Gremlin, приметио је да жене избегавају „пуцачине” на тржишту и да игре попут Фрогера „попуњавају празнину”.

## Портови
Фрогер је портован на многе тадашње кућне системе. Неколико платформи, као што је Комодор 64, подржавало је и РОМ кертриџе и магнетне медије, па су добиле више верзија игре.
Сијера онлајн је стекла права за магнетне медије и подлиценцирала их девелоперима који су објављивали за системе које Сијера обично није подржавала. Корнсофт је објавио званичне портове за TRS-80/Dragon 32, Тајмекс Синклер 1000 и Тајмекс Синклер 2068. Због тога је чак и Атари 2600 добио више издања: стандардни кертриџ и касету за Старпат Суперчарџер. Сијера је објавила верзије на диску или траци за Комодор 64, Епл II, оригинални Мекинтош, IBM PC и Атари 2600 опремљен Суперчарџером, као и кертриџ верзије за TRS-80 Колор Компјутер.
Паркер брадерс је добио лиценцу од Сеге за кертриџ верзије које је објавио за Атари 2600, Интеливижн, Атари 5200, КолекоВижн, Одиси², Атари 8-битне рачунаре, TI-99/4A, VIC-20 и Комодор 64. Паркер брадерс је потрошио 10 милиона долара на рекламирање Фрогера. Верзију за Атари 2600 програмирао је Ед Инглиш.
Колеко је објавио самосталне стоне верзије Фрогера у оквиру серије Мини-Аркејд, које су, заједно са Пекменом, Галаксијаном и Донки Конгом, продате у укупно три милиона примерака.
Игра је портована на системе као што су PC-6001 и Гејм Бој (са два одвојена издања за Гејм Бој и Гејм Бој Колор 1998. године). Фрогер је једна од 6 лансирних игара за Gakken Compact Vision TV Boy из 1983. године.

## Пријем
| Публикација                                        | Оцена     |
| -------------------------------------------------- | --------- |
| Олгејм (Аркејд)                                    | [ 19 ]    |
| Олгејм (Атари 2600)                                | [ 20 ]    |
| Computer and Video Games (Аркејд)                  | Позитивна |
| Arcade Express (Атари 2600)                        | 9/10      |
| Computer Games (КолекоВижн)                        | Класика   |
| Computer Games (PC)                                | Класика   |
| Creative Computing (Атари 2600)                    | Позитивна |
| Electronic Fun with Computers & Games (Атари 2600) | А         |
| The Space Gamer (Атари 2600)                       | Позитивна |

Извештавајући о Гордоновој тврдњи да привлачност Фрогера не познаје баријере узраста или пола, Кешбокс је у октобру 1981. рекао „обратите пажњу на њу”. Дистрибутери су наводно утврдили да је Гордонова изјава тачна, при чему су жене уживале у њеном „неагресивном, али изазовном” начину игре. Успех Фрогера повећао је производњу, чиме је постао једна од аркадних игара са највећом зарадом у Северној Америци током 1981. године. Аркадна игра је компанији Sega/Gremlin донела преко 135 милиона долара (еквивалентно око 452 милиона долара 2023. године) од продаје кабинета у САД, поставши најуспешније издање компаније Sega/Gremlin. У Јапану, Фрогер је био 12. аркадна игра са највећом зарадом 1981. године.
Кућне верзије Фрогера имале су високу продају. Верзија за Атари 2600 из 1982. донела је свом издавачу, компанији Паркер брадерс, 40 милиона долара од наруџбина приликом лансирања. До краја године, продато је 4 милиона кертриџа за Атари 2600 са 80 милиона долара велепродајне вредности. Постао је најуспешнији производ компаније у првој години, надмашивши продају и приходе свог претходног бестселера, Мерлина. До 2005. године, продато је 20 милиона примерака различитих кућних верзија широм света, укључујући 5 милиона у Сједињеним Државама.
Године 1981, Computer and Video Games је рецензирао аркадну игру као „једну од популарних нових генерација аркадних игара које се удаљавају од свемирских тема”. У својој књизи Video Invaders из 1982, Стив Блум је описао Фрогера као „игру пењања” заједно са Спејс Паником (1980) и Нинтендовим Донки Конгом (1981). Рекао је да је то једна од „најузбудљивијих варијација” на тему лавиринта из Пекмена, заједно са Донки Конгом, због тога што играчи морају да се „пењу од дна екрана до врха”, што их чини „више сличним стазама са препрекама него лавиринтима”, јер „увек знате куда идете — горе.” Брет Алан Вајс из Олгејма је касније рецензирао аркадну игру, назвавши је једном од „најомиљенијих видео-игара икада створених” и „чистим, неразблаженим играњем у свом најбољем издању”. Рекао је да је „графика слатка и детаљна, звучни ефекти оштри и јасни, а контроле прецизне и одзивне”.
Аркејд Експрес је 1982. рецензирао верзију за Атари VCS, назвавши је „веома аутентичним преводом аркадног хита” који комбинује „сјајну графику са софистицираном акцијом”. Ед Дрискол је рецензирао верзију за Атари VCS у The Space Gamer, коментаришући: „Све у свему, ако вам се свидела аркадна верзија, ово би вам требало уштедети много жетона. Цена је у складу са већином кертриџа. Такође доказује да Атари није једини који прави кућне верзије великих аркадних игара за VCS.” Дени Гудман из Creative Computing Video & Arcade Games је 1983. написао да је верзија за Атари 2600 „један од најдетаљнијих превода које сам видео”, примећујући додавање преламајућег екрана. InfoWorld's Essential Guide to Atari Computers навео је Сијерину верзију као забавну аркадну игру. Ахој! је рекао да су и Сијерина верзија на диску и верзија на кертриџу компаније Паркер брадерс за Комодор 64 „одличне, са малим разликама међу њима”.
Године 2013, Entertainment Weekly је прогласио Фрогера једном од десет најбољих игара за Атари 2600.
- Games[36]

## Наслеђе

### Римејкови и наставци
Године 1997, Хасбро интерактив је објавио Frogger, знатно проширени римејк оригинала за Виндоус и Плејстејшн. За разлику од оригинала, састоји се од више различитих нивоа. Био је комерцијално успешан, са продајом само за Виндоус од скоро милион примерака за мање од четири месеца. Године 1998, Хасбро је објавио низ верзија игре за Сега Џенезис, Супер НЕС, Game.com, Гејм Бој и Гејм Бој Колор. Свака верзија има другачију графику, при чему верзија за Џенезис има исту као оригинална аркадна игра. Верзије за Џенезис и СНЕС су последње игре објављене за те конзоле у Северној Америци. Иако користе исту слику на кутији, иначе нису повезане са римејком из 1997. године.
Године 2005, InfoSpace је сарађивао са Konami Digital Entertainment-ом на стварању мобилне игре Frogger for Prizes, у којој су се играчи широм САД такмичили на турнирима за више играча како би освојили дневне и недељне награде. Године 2006, мобилна верзија Фрогера је у Сједињеним Државама зарадила преко 10 милиона долара. Јава верзија је објављена за компатибилне мобилне телефоне. Фрогер је објављен на Xbox Live Arcade за Xbox 360 12. јула 2006. Развио га је Диџитал еклипс, а објавио Конами. Има два нова мода игре: брзински мод један на један и кооперативну игру. Део музике је замењен, укључујући познату Фрогер тему. Ова верзија се налази у компилацији Konami Classics Vol. 1.
Оригинална аркадна верзија из 1981. придружила се серијалу Arcade Archives на Нинтендо Свич и Плејстејшн 4 12. децембра 2019.

### Клонови
Клонови укључују Ribbit за Епл II (1981), Акорнсофтов Hopper (1983) за BBC Micro и Акорн Електрон, Frogger компаније A&F Software (1983) за BBC Micro и ZX Spectrum, Hopper компаније PSS (Personal Software Services) за Oric-1 у Великој Британији (1983) и касније издање за ORIC Atmos, Froggy за ZX Spectrum који је објавио DJL Software (1984), Frogger компаније Solo Software за Sharp MZ-700 (1984) у Великој Британији, и Leap Frog за ЊуБрејн.
Неколико клонова задржава основни начин игре Фрогера и мења стил или заплет. Pacific Coast Highway (1982), за Атари 8-битне рачунаре, дели игру на два наизменична екрана: један за аутопут, један за воду. Preppie! (1982), за Атари 8-бит, мења жабу у препија који скупља лоптице за голф у кантри клубу. Frostbite (1983), за Атари 2600, користи Фрогеров начин игре на реци са арктичком темом. Crossy Road (2014), за iOS, Андроид и Виндоус Фоун, има насумично генерисане деонице пута и реке у једном бескрајном нивоу, са само једним животом и једним поеном за сваки скок напред.

### У популарној култури
- Године 1983, Фрогер је дебитовао на анимираној телевизији као сегмент у CBS-овом цртаном блоку Saturday Supercade. Фрогер, којем је глас позајмио Боб Сарлат, радио је као истраживачки репортер.
- Хардкор панк бенд Бед релиџон снимио је песму под називом Frogger, која се налази на њиховом ЕП-у Back to the Known из 1985. године, и користи игру као метафору за описивање саобраћаја у родном граду бенда, Лос Анђелесу. Песма чак почиње семплом тематске музике из игре.
- У епизоди серије Сајнфелд из 1998, „Фрогер”,[44] Џери и Џорџ Костанза посећују пицерију која се ускоро затвара, а коју су посећивали као тинејџери, и откривају да је Фрогер машина још увек ту, са Џорџовим деценију старим рекордом.
- Фрогер се појављује у филмовима Разбијач Ралф,[45] Пиксели[46] и Ралф растура интернет.[тражи се извор]
- Сцена у епизоди серије Млади титани, „Cyborg the Barbarian”, пародира игру.
- Године 2006, група из Остина, Тексас, користила је модификовану Румбу обучену као Фрогер да би играла стварну верзију игре.[47]
- У науци, Фрогер је име дато породици транспозона („скачућих гена”) код воћне мушице Drosophila melanogaster.[48]
- Године 2008, град Мелбурн је креирао спин-оф под називом Grogger као део кампање јавног сервиса за подстицање људи да користе безбедан превоз кући након ноћи пијења.[49]

### Квиз
Конами је најавио да је квиз базиран на Фрогеру у продукцији за Пикок, у продукцији Konami Cross Media NY и Eureka Productions. Дебитовао је 9. септембра 2021.

## Такмичење
Дана 26. новембра 1999, Rickey's World Famous Sauce понудио је 10.000 долара првој особи која постигне 1.000.000 поена у Фрогеру или 1.000 долара за нови светски рекорд пре 1. јануара 2000. Дана 25. марта 2005, Роберт Мручек понудио је 1.000 долара за обарање фиктивног светског рекорда од 860.630 поена, који је поставио Џорџ Костанза у епизоди Сајнфелда, или 250 долара за нови светски рекорд до краја те године. Дана 1. децембра 2006, Џон Канингам понудио је 250 долара за премашивање истог фиктивног светског рекорда од 860.630 поена до 28. фебруара 2007. Ови резултати су премашени тек након што су све награде истекле.
Први и једини резултат за који је потврђено да је оборио фиктивни рекорд Џорџа Костанзе од 860.630 поена поставио је Пат Лафеј из Вестпорта, Конектикат, 22. децембра 2009, са 896.980 поена. Он је и даље актуелни светски рекордер у Фрогеру, а 15. августа 2017. поставио је нови лични рекорд од 1.029.990 поена, поставши такође прва и једина особа за коју је потврђено да је прешла милион поена на оригиналној аркадној машини.

## Белешке
1. ↑  јап. フロッガー, транскр. Фрога